# スーパースモーカー
スーパースモーカーは電子たばこのブランドの一つ。

## ブランド
EU各国で2008年7月の公共施設全面禁煙に伴い、販売数を伸ばしている数少ない電子たばこのグローバルブランド。
ブランドポリシーは禁煙を推進する商品ではなく、あくまでも喫煙出来ない時タバコの代わりとして使用を推進している。
特徴として、タバコと同じアセテートフィルターを採用、高品質のニコチンカートリッジを販売している。電子たばこでは異例の偽物が出回るほど有名なブランドである。

## ニコチンカートリッジ
日本以外、EU各国、アメリカなどでは医薬品と指定されていない為、容易にニコチンカートリッジが入手可能である。
EU各国で2006〜2007年末、電子たばこが市場で入手可能になり、幾つかの電子たばこブランドが販売されていたが、カートリッジに含まれるニコチン含有量と配合成分が問題となり各国の関係機関により調査され、その結果中国製のカートリッジの安全性と品質が認められず、唯一ドイツでカートリッジを製造していたスーパースモーカーだけが品質基準をクリアーしたのがきっかけ販売増につながっている。
通常のタバコと同じISO基準でのニコチン接種量検査ではニコチン濃度の多いもので0.1mg。このISO検査は8吸引でタバコ1本に相当し、この数値がタバコの箱に記載されているニコチン量となる。

## 製品

### 現行製品
- SuperSmoker ELITE - 2010年6月発売

### 旧製品
- SuperSmoker BLUE - 2008年12月発売
- SuperSmoker ULTIMO - 2007年10月発売
- SuperSmoker Cigarette
- SuperSmoker Cigar